# 로메로 프랑크
프랑크 라르크 로메로 베로칼(일본어: ロメロ・フランク, 스페인어: Frank Lark Romero Berrocal, 1989년 8월 7일 ~ )은 로메로 프랑크라고 불리는 페루 출생 일본의 축구 선수로 현재 일본 풋볼 리그의 레일락 시가에서 미드필더로 활약 중이다.

## 구단 경력
그는 2011년부터 2023년까지 J리그의 미토 홀리호크, 몬테디오 야마가타, 알비렉스 니가타, FC 마치다 젤비아, 가고시마 유나이티드 FC에서 활동하였다.

## 대회 성적

### 클럽
몬테디오 야마가타
- 천황배 : 준우승 (2014)

가고시마 유나이티드
- J3리그 : 준우승 (2023)